# قائمة حرشفيات الأجنحة في الكويت
تضم دولة الكويت تنوعًا حشريًا معقولًا من فئة حرشفيات الأجنحة (بالإنجليزية: Lepidoptera)، التي تشمل الفراشات والعرائش، وتُعدُّ الفراشات (بالإنجليزية: Butterflies) الأكثر رصدًا وانتشارًا بين أنواعها.
ووفق تقرير حديث، يبلغ عدد أنواع الفراشات الموثقة في الكويت نحو 22 نوعًا، موزعة على خمس عائلات رئيسية هي كرنبيات (حشرات) وLycaenidae وNymphalidae وHesperiidae وPapilionidae.

## المنهجية
استُند في إعداد هذه القائمة إلى مراجعة الدراسات الحقلية والتقارير البيئية المحلية، بالإضافة إلى قاعدة بيانات iNaturalist التي توثق رُصد الفراشات من قبل هواة وعلماء الحشرات.

## قائمة الأنواع

### العائلةكرنبيات Pieridae
- البقّال الحاتي (Colias croceus) — مهاجر موسمي يُرصد أحيانًا في الكويت[4]
- النجمة الصفراء (Pontia glauconome) — تُعرف أيضًا باسم Desert white، وتنتشر في المناطق الصحراوية الخليجية[5]
- الثنائي البلقاني (Tarucus balkanicus) — “Balkan Pierrot”، من الرشاشات الصغيرة المنتشرة في الكويت[6]
- البقّال الأزرق المرقّط (Colotis phisadia) — سجل في الكويت أول مرة عام 2012[7]

### العائلةنحاسية Lycaenidae
- اليقطين (Lycaena phlaeas) — “Small Copper” ملاحظ في عدة محميات صحراوية[8]
- الصغيرة الغربية (Brephidium exilis) — “Western pygmy blue”، أصغر فراشة بالولايات المتحدة ووُجدت أيضًا في الخليج[9]

### العائلةالنطاطة Hesperiidae
- الرمادية المخططة (Gomalia elma) — “Marbled skipper”، من أشكال العرائش المخضّرة[10]
- ثرليب (Spialia doris) — مستوطنة في شواطئ الخليج وأطراف الواحات[11]

### العائلةحورائيات Nymphalidae
- برقشة الصحراء (Vanessa cardui) — تُعرف عالميًا بـ“Painted Lady”، واضحة المظهر خلال مواسم الهجرة[12]
- مترددة الألوان (Junonia orithya) — “Blue pansy”، تزور الكويت أحيانًا خلال الصيف[13]

### العائلةخطافية Papilionidae
- السراج الملكي (Papilio demoleus) — “Lime Swallowtail”، من أشهر الفراشات الكبيرة في الخليج[14]